# Felde (Riede)
Felde ist ein Ortsteil der Gemeinde Riede in der niedersächsischen Samtgemeinde Thedinghausen im Landkreis Verden. Der Ort liegt 1,5 km südlich vom Kernort Riede an der Landesstraße L 331.

## Vereine
- Freiwillige Feuerwehr Felde